# بلیت بخت‌آزمایی (۱۳۵۶–۱۳۴۱)

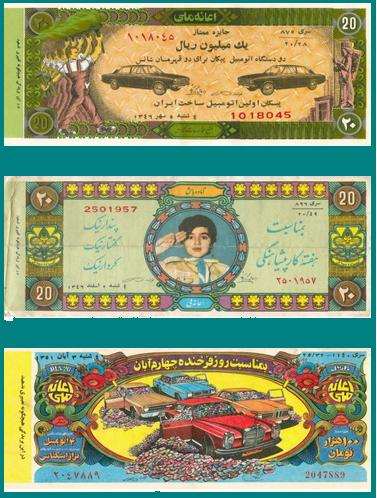

بلیت‌های اعانه ملی یا بخت آزمایی ملی در سال‌های دههٔ ۱۳۴۰ و ۱۳۵۰ خورشیدی (بین سال‌های ۱۳۴۱ تا ۱۳۵۶) در ایران به فروش می‌رفتند. خرید این بلیت‌ها از نظر برخی افراد مذهبی، قمار به شمار می‌رفت و همین باعث شد که فروش آن پس از انقلاب ۱۳۵۷ ایران متوقف شود. در سال‌های دههٔ ۱۳۷۰ خورشیدی شکل جدیدی از بلیت‌های بخت‌آزمایی به نام بلیت ارمغان بهزیستی یا هدیه ارمغان سبز توسط سازمان بهزیستی جمهوری اسلامی ایران برای مدتی کوتاه منتشر شد.